# فرانسيس ك. كونلي
فرانسيس ك. كونلي (بالإنجليزية: Frances K. Conley)‏ هي جراحة أعصاب وكاتِبة أمريكية، ولدت في 12 أغسطس 1940 في بالو ألتو في الولايات المتحدة.